# NGC 6036
NGC 6036 é uma galáxia espiral (S0-a) localizada na direcção da constelação de Serpens. Possui uma declinação de +03° 52' 05" e uma ascensão recta de 16 horas, 04 minutos e 30,7 segundos.
A galáxia NGC 6036 foi descoberta em 23 de Julho de 1864 por Albert Marth.